# Порандайкино
Порандайкино (мар. Порандай) — деревня в Горномарийском районе Марий Эл Российской Федерации. Входит в состав Пайгусовского сельского поселения.
Численность населения — 48 чел. (2014 год).

## География
Располагается в 7 км от административного центра сельского поселения — села Пайгусово.

## История
Марийское название происходит от имени одного из первопоселенцев. Впервые упоминается в 1795 году. В 1930 году был создан промколхоз, занимавшийся гнутьём полозьев.

## Население
| 2002 | 2010 | 2014 |
| ---- | ---- | ---- |
| 75   | ↘44  | ↗48  |